# Yves de Rosmadec
Yves de Rosmadec  (mort le 14 octobre 1349) est un ecclésiastique breton qui fut évêque de Rennes de 1347 à 1349.
Yves de Rosmadec est issu de la Famille de Rosmadec, successeur de Guillaume Ouvroin. La date de sa nomination est inconnue mais il meurt le 14 octobre 1349 d'après l'obituaire de son église. Au cours de son bref épiscopat de deux ans environ, il fait reconstruire la maison de la « Berangaria que vocatur Mota sancti Golvini  » qui semble correspondre au manoir épiscopal de la Bellangerais

## Source
- (la) Jean-Barthélemy Hauréau, Gallia Christiana, vol. XIV Provincia Turonensi, Paris, Firmin-Didot, 1856, p. 756 Episcopi Redonensis XLIII Yvo II.